# Oxycilla
Oxycilla là một chi bướm đêm thuộc họ Erebidae.

## Loài
- Oxycilla basipallida Barnes & McDunnough, 1916
- Oxycilla malaca Grote, 1873
- Oxycilla mitographa Grote, 1873
- Oxycilla ondo Barnes, 1907
- Oxycilla tripla Grote, 1896